# Gunnar Lundkvist

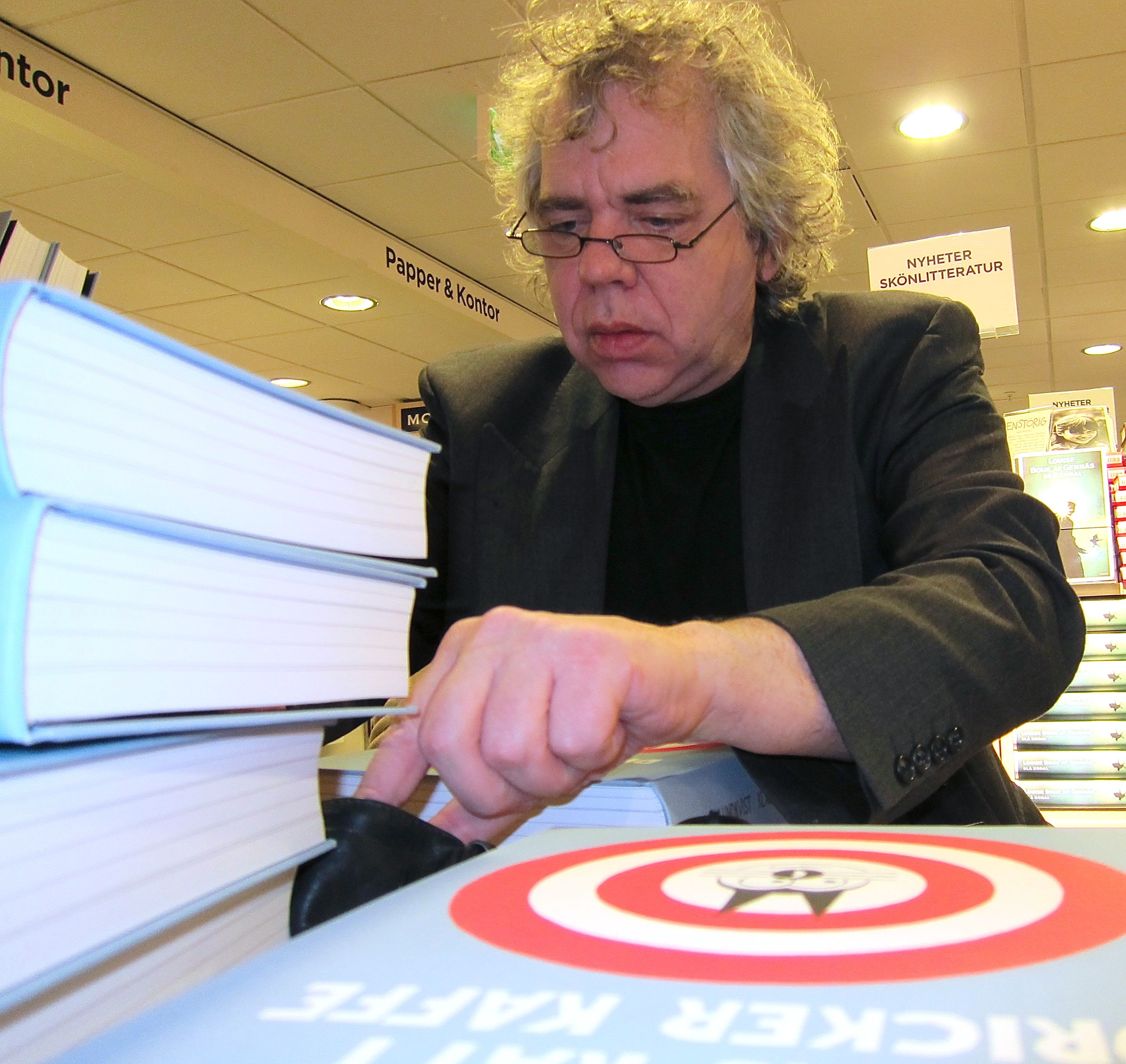
Gunnar Lundkvist (2012)

Gunnar Lundkvist (* 1958) ist ein schwedischer Autor und Comiczeichner.

## Leben
Er debütierte sehr jung als Lyriker, wurde später aber vor allem für seine Comics über Klas Katt und Olle Ångest bekannt. Sowohl seine Gedichte als auch seine Comics sind von einer tiefen Melancholie geprägt. Der Geschichten sind im Stil von Zeichentrickfilmen aus der Schwarz-Weiß-Stummfilmserie gezeichnet. Einige Episoden der Serie erschienen im Comic ‘Galago’.
Klas Katt ist eine anthropomorphe Katze, die nur schwarze Kleidung trägt und stets depressiv ist, manchmal sogar mit Anzeichen einer psychischen Erkrankung, wenn er z. B. ein paar Kabelfernsehinstallateure ermordet. Er lebt in der Stadt Hell City, in der es ein Angebot von einer Million TV-Programme gibt. Befreundet ist er mit Olle Ängstlich, doch mit und von ihm oft gelangweilt. Olle ist ein ängstlicher anthropomorpher Hund, der einen kleinen Schnurrbart hat und im Gegensatz zu Klas leichte Kleidung trägt. Olle ist neurotisch und landet für eine Weile in einer psychiatrischen Klinik. Später heiratet er seine Mitbewohnerin Ulla Migrän, die bei AB Grisfett & Sohn, dem größten Arbeitgeber der Stadt, arbeitet. Unter anderem versucht Olle, sich als ‘Kultur-Arbeiter’ zu ernähren, ohne Erfolg, so dass er häufig von Sozialhilfe leben muss. Beim Sozialamt versucht er, nicht als ‘Arbeiter’ eingestuft und vermittelt zu werden, um weiter an seinem Roman arbeiten zu können, den er schon so gut wie fertig ‘in seinem Kopf’ hat. Oft werden ihm daher die Zuwendungen gestrichen. Abwechslung bietet ihm und Klas die regelmäßige Tristess-Lotterie und die Möglichkeit, feuchtigkeitsgeschädigte Erdnussringe zu einem reduzierten Preis zu kaufen. Hell City ist von Hunden, Igeln und anderen Tieren bevölkert, was die Serie zu einer fabelhaften Tierserie macht.
2004 wurde Lundkvist für seinen Comicband Klas Katt går till sjöss (Klas Katt geht zur See) mit dem Urhunden-Preis in der Kategorie „Bestes schwedisches Comicalbum 2003“ ausgezeichnet. Die Jury begründete ihre Entscheidung mit dem gelungenen Nebeneinander von poetischer, minimalistischer Schilderung einer existentiellen Dunkelheit und einem schwarzen, aber menschlichen Humor.
Lundkvist war von 1992 bis 1996 mit der Künstlerin Anna Höglund (geb. 1958) verheiratet, mit der er auch Bücher veröffentlichte.

## Werke

### Gedichtbände
- 1974: Träden gråter
- 1977: Världen intresserar mig inte

### Comics
- 1979: Klas Katt i Hell City
- 1987: Klas Katt på nya äventyr
- 1988: Klas Katt på upptäcktsfärd
- 1988: Klas Katt och livets mysterier
- 1990: Klas Katt går vilse
- 1992: Klas Katt och Olle Ångest
- 1997: Klas Katt biter ihop
- 2003: Klas Katt går till sjöss
- 2010: Klas Katt i vilda västern
- 2014: Klas Katt blir deprimerad
- 2020: Klas Katt får ett uppdrag

### Kinderbücher (zusammen mit Anna Höglund)
- 1998: Igelkotten och Mullvaden äter middag
- 1998: Igelkotten och Mullvaden går och handlar
- 1999: Igelkotten och Mullvaden spelar fotboll
- 1999: Igelkotten och Mullvaden gör en utflykt

### Prosa
- 2016: Min kompis Gunnar (hg. u. ausgew. v. Nina Hemmingsson)
- 2018: Igår målade jag en stubbe

### Andere Werke
- 2007: Hundtomten (Fotocollagen, Text von Per-Eric Söder)
- 2007: Vertige (zusammen mit Helge Reumann)

## Trivia
In der Verfilmung des Schwedenkrimis Springflut von 2016 erhält in der 3. Folge (‘Vermisst’) der von jugendlichen Schlägern übel zugerichtete, obdachlose Musiker Bensemann (gesp. v. Björn Andrésen) als Geschenk, das zu seiner düsteren Stimmung passe, einen Band von Klas Katt blir deprimerad mit dem Hinweis, dies sei ‘Beckett in Bildern’.

## Preise und Auszeichnungen
- 1990: BMF-Plakette
- 1994: Adamsonstatyetten-Preis der Schwedischen Comicakademie
- 2004: Urhunden-Preis des Comicvereins Seriefrämjandet